# CELF
CELF (Center for Erhvervsrettede uddannelser Lolland Falster), er en uddannelsesinstitution med uddannelser i Nykøbing Falster og Nakskov.
CELF udbyder 26 erhvervsuddannelser, HHX, HTX, EUX Business, 10. klasse samt kurser og efter- og voksenuddannelse.

## Historie
CEUS er en fusion mellem den tidligere handelsskole i Nykøbing Falster og Industri- & Håndværkerskolen. I 2008 fusionerede CEUS yderligere med EUC Lolland, og kunne derfra blandt andet også tilbyde multimediedesignuddannelsen IMMA.
Efter fusionen blev navnet ændret til CELF som står for "Center for Erhvervsrettede uddannelser Lolland Falster" i dag har CELF afdelinger i Nykøbing Falster og Nakskov.